# マイプ条約
マイプ条約（マイプじょうやく、スペイン語: Maipu Treaty）は2009年10月30日にマイプで締結された、チリ大統領ミシェル・バチェレとアルゼンチン大統領クリスティーナ・フェルナンデス・デ・キルチネルの間の条約。条約の目的はアンデス山脈を通るチリ・アルゼンチン間の鉄道とトンネルを再開通させることだった。ほかにもアンデス山脈の各所に合計6か所の通り道を作ることや、税関業務を容易にすることも目的だった。